# Monsuno
A Monsuno, teljes japán címén Dzsúszen Battle Monsuno (獣旋バトル モンスーノ; Dzsúszen Batoru Monszúno; Hepburn: Jūsen Battle Monsuno / Jūsen Batoru Monsūno) japán–amerikai animesorozat. Az anime Japánban a TV Tokyo csatornán futott,  Amerikában pedig a Nicktoons-on vetítette. Magyarországon a Nickelodeon sugározta és az RTL Klub is műsorra tűzte.

## Történet
Jeredy feltalált egy lényt, a Monsunot, amely három tinédzser, Chase, Vicky és Bren kezébe kerül. Chase Jeredy fia, Bren és Vicky pedig az ő barátai. Ők a Monsunok segítségével megpróbálják megkeresni Chase apját, Jeredy-t. Hozzájuk csatlakozik Noah, egy szerzetes, aki gyakran beszél öt emberről, akik a Monsunokkal megváltoztatják a világot. Az ötödik ember is felbukkan: Ash, a tinédzser, akit eleinte a csapat többi tagja nem nagyon szeret. Felbukkannak ellenségek is, például: S.T.O.R.M, akik be akarják teljesíteni gonosz céljaikat, és Chase-ék akadályozzák őket.

## Szereplők
| Szereplő    | Szinkronhang    | Szinkronhang            | Szinkronhang     | Monsunó                         |
| Szereplő    | Japán           | Angol                   | Magyar           | Monsunó                         |
| Core-Tech   | Core-Tech       | Core-Tech               | Core-Tech        | Core-Tech                       |
| ----------- | --------------- | ----------------------- | ---------------- | ------------------------------- |
| Chase       | Kenn            | Cam Clarke              | Kováts Dániel    | Csuk és Evo, Égkristály, Babeon |
| Bren        | Szuzuki Csihiro | Christopher Corey Smith | Morvay Gábor     | Gyorscsapás, Rémagyar           |
| Jinja       | Tano Aszami     | Karen Strassman         | Laudon Andrea    | Pörölymén, Fürgegyík            |
| Beyal       | Kokurjú Szacsi  | Kirk Thornton           | Baráth István    | Tűpikkely, Pengepók             |
| Dax         | Hirosi Simozaki | Keith Silverstein       | Seszták Szabolcs | Légtornász, Durrbele            |
| STORM       |                 |                         |                  |                                 |
| Charlemagne |                 |                         |                  | Ostromhegy, Feketevész          |
| Trey        |                 |                         |                  | Lövősánc                        |
| Jon Ace     |                 |                         |                  | Aranyszarv                      |
| Eklipse     |                 |                         |                  |                                 |
| Dr. Klipse  |                 |                         |                  | Pokolvéreb                      |
| Hargrave    |                 |                         |                  | Árnyfullánk                     |